# Podocarpus alpinus
Podocarpus alpinus là một loài thực vật hạt trần trong họ Thông tre. Loài này được R.Br. ex Hook.f. miêu tả khoa học đầu tiên năm 1845. Chúng là một loại cây bụi có độ cao khoảng từ 2-2.5 mét (6.5–8 ft) và chỉ được tìm thấy ở Australia (New South Wales, Victoria, và Tasmania). 